# (528219) 2008 KV42
2008 KV42 — транснептуновый объект с очень большим наклонением и ретроградным движением. Был открыт 31 мая 2008 года (Бретт Дж. Глэдман, Джон Кавеларс, Жан-Марк Петит, Телескоп Канада-Франция-Гавайи).

## Характеристики орбиты
В перигелии 2008 KV42 находится чуть дальше орбиты Урана, на расстоянии 20,330 а. е. от Солнца. Большая полуось орбиты составляет 45,462 а. е., а эксцентриситет орбиты e = 0,553. Афелий — 70,595 а. е. Во время открытия объект находился на расстоянии 32 а. е. от Солнца. Оборот вокруг Солнца 2008 KV42 делает примерно за 306,54 года. Наклонение орбиты (i) превышает 90 градусов — 103,503° (ретроградная орбита, больше, чем у 2011 MM4, но меньше, чем у (471325) 2011 KT19 (Niku) и 2016 NM56). У обнаруженного во время Глубокого обзора эклиптики, (127546) 2002 XU93 наклонение орбиты — 77°, а у 2013 BL76 — 98,57°. Столь необычная (ретроградная) орбита позволила предположить, что 2008 KV42 перешёл на неё из Облака Оорта, как, возможно, комета Галлея.

## Физические характеристики
Диаметр астероида — 40-90 км (в зависимости от оценки альбедо от 0,25 до 0,05), температура поверхности ≈41 K.